# کیرون بیکر
کیرون بیکر (انگلیسی: Kieron Baker؛ زادهٔ ۲۹ اکتبر ۱۹۴۹) بازیکن فوتبال اهل بریتانیا است.
از باشگاه‌هایی که در آن بازی کرده‌است می‌توان به باشگاه فوتبال برنتفورد، باشگاه فوتبال فولام، و باشگاه فوتبال ای‌اف‌سی بورنموث اشاره کرد.